# Déborah Kalume
Déborah Cavalcante Kalume (Floriano, 03 de setembro de 1977) é uma atriz brasileira. Foi casada com o cineasta Fábio Barreto, de 2003 até a sua morte em 2019.

## Biografia
Déborah Cavalcante Kalume nasceu na cidade de Floriano, no sul do Piauí, sendo filha da paulista Maria das Graças Cavalcanti Kalume e do engenheiro piauiense Antônio de Pádua Francis Kalume e neta do sírio Milad Abraão Kalume. Formada pela Casa de Artes de Laranjeiras (CAL) e pela PUC do Rio de Janeiro em análise de sistema, Déborah começou a sua carreira em 2005 no curta-metragem Desejo.

## Filmografia
| Ano  | Título                                     | Personagem                 | Nota                                              |
| ---- | ------------------------------------------ | -------------------------- | ------------------------------------------------- |
| 2020 | Rua do Sobe e Desce, Número que Desaparece | Leonor                     | Episódio: "5"                                     |
| 2018 | Deus Salve o Rei                           | Lily, Duquesa de Alfambres |                                                   |
| 2017 | Apocalipse                                 | Elisa Gudman               |                                                   |
| 2017 | Amor de 4                                  | Laura                      |                                                   |
| 2013 | A Grande Família                           | Lana                       | Episódio: "Um Misterioso Assassinato em Curicica" |
| 2011 | A Vida da Gente                            | Cleide                     |                                                   |
| 2010 | Vampiro Carioca                            | Jusá Hainer                |                                                   |
| 2009 | Negócio da China                           | Edilza                     |                                                   |
| 2008 | Malhação                                   | Profª Eneida Marmotel      |                                                   |
| 2007 | Donas de Casa Desesperadas                 | Anabela                    |                                                   |

### Cinema
| Ano  | Título                       | Personagem                  |
| ---- | ---------------------------- | --------------------------- |
| 2005 | Desejo                       | Menina do Jockey Club       |
| 2006 | Nossa Senhora de Caravaggio  | Nossa Senhora de Caravaggio |
| 2007 | O Homem que Desafiou o Diabo | Neusa                       |
| 2016 | A Menina Índigo              | Celina                      |